# Rhipicephalus sanguineus
Rhipicephalus sanguineus — вид паразитоформих кліщів родини іксодових (Ixodidae). Паразитує на різноманітних ссавцях, але найчастіше трапляється на собаках. Найімовірніші місця прикріплення на собаці — голова, вуха, спина, між пальцями ніг і пахвова западина. Вид поширений по всьому світу, переважно у теплих регіонах, але у помірних районах взимку виживає у приміщеннях.

## Опис
Кліщ овальної форми, завдовжки 2,28 — 3,18 мм і завширшки 1,11 — 1,6 мм. Забарвлення червонувато-коричневе, без візерунків. Голова має вигляд шестигранної капсули.

## Спосіб життя
За своє життя кліщ живиться кров'ю тричі, на різних стадіях життя — личинка, німфа та дорослий кліщ. Личинки живляться 5-15 днів, спускаються на землю, а через 1-2 тижні розвиваються в німфи. Потім німфи приєднуються або до попереднього господаря, або до іншого господаря, і годуються протягом 3-13 днів, і знову спускаються на землю. Через два тижні вони виростають у дорослих і приєднуються до іншого господаря, де продовжують споживати кров, після чого настає період спарювання. Самиці знову від'єднуються і спускаються на землю, щоб відкласти яйця, кількість яких може сягати до 7000 шт.

## Патогенез
Rhipicephalus sanguineus є переносником різноманітних патогенних мікроорганізмів: Babesia vogeli, Babesia canis, Coxiella burnetii, Ehrlichia canis, Hepatozoon canis, Mycoplasma haemocanis, Rickettsia conorii, Rickettsia rickettsii, Wolbachia spp тощо. Rhipicephalus sanguineus може бути патогенним на будь-якому з етапів свого життя.
Rhipicephalus sanguineus є одним з найважливіших переносників хвороб у собак у всьому світі. Він є переносником багатьох хвороботворних мікроорганізмів у собак, включаючи Ehrlichia canis, що спричинює ерліхіозта Babesia canis, що спричинює бабезіоз у собак. У них симптоми ерліхіозу включають кульгавість і гарячку; до симптомів бабезіозу належать гарячка, анорексія та анемія. В окремих частинах Європи, Азії та Африки кліщ є переносником Rickettsia conori, збудника марсельської гарячки. Крім того, він також може переносити Rickettsia rickettsii, яка спричинює плямисту гарячку Скелястих гір у людей на південному заході США.